# 남경적기독
남경적기독(중국어: 南京的基督, 영어: The Christ Of Nanjing)은 1995년 개봉한 영화이다. 아쿠타가와 류노스케의 동명의 소설을 바탕으로 제작되었다.

## 출연
- 양가휘
- 토미타 야스코

## 수상
- 1995년 제8회 도쿄 국제 영화제
  - 예술공로상 《구정평》, 여우주연상 《토미타 야스코》